# Agfa Isola
Mit Isola bezeichnete zwei Agfa-Kameras mit Kunststoffgehäuse für das Format 6x6, die 1956 bzw. 1957 erschienen, bis 1963 produziert und dann von Agfa-Rapid-Kameras abgelöst wurden.

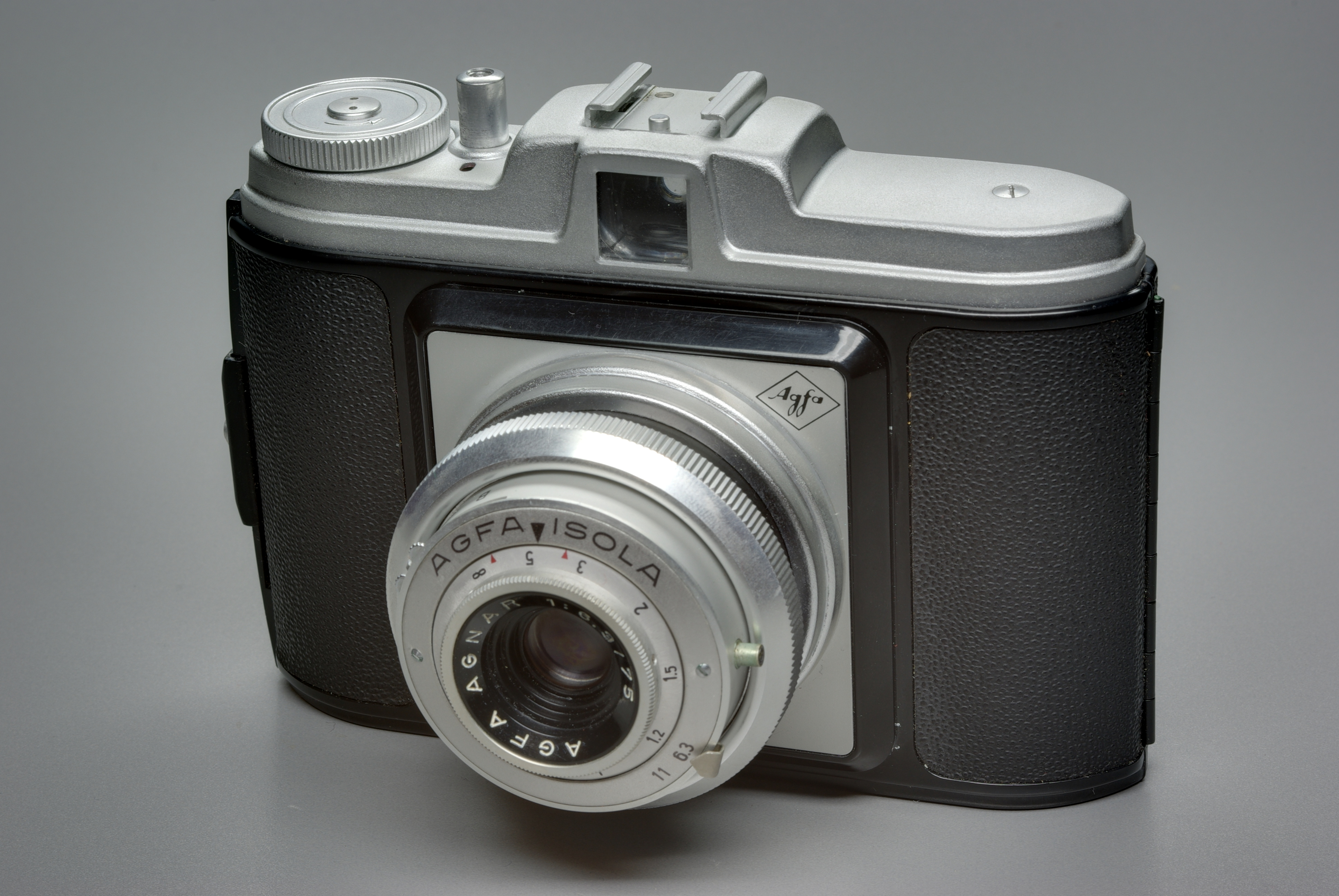
Agfa Isola mit ausgezogenen Tubus

## Situation um 1960

### Einfachkameras
In den 1950er-Jahren verwendeten einfache Kameras noch das Format 6x9, dies vor allem, um mit Kontaktkopien einfach an Abzüge zu gelangen. Da der Trend im Preissegment zwischen 150 DM und 300 DM schon sehr bald hin zum Kleinbildfilm ging, verlangten auch Einstiegsmodelle nach kleineren Abmessungen, um als modern zu gelten. Der Weg dorthin führte zum einen über kompaktere Gehäuse und zum anderen über kleinere Formate, über 6x6 bis hin zu 24 mm × 24 mm (Agfa Rapid) bzw. 28 mm × 28 mm (Kodak Instamatic). Die Isola befand sich in der Mitte dieser Entwicklung, es ließen sich noch Kontaktkopien anfertigen, sie waren aber schon recht klein. Kontaktkopien spielten allerdings schon sehr bald kaum noch eine Rolle.

### Technische Möglichkeiten
Neue Wege bei Einfachkameras konnten vor allem mit den modernen Kunststoffen begangen werden: Bis etwa 1960 besaßen aufwändigere Kameras ein Aluminium-Druckgussgehäuse, welches aber im Werk mühsam nachbearbeitet werden musste und deswegen aus Kostengründen für einfache Modelle nicht infrage kam. Zunächst konnte man nur eine Blechkonstruktion verwenden, aber schon Ende der 1930er Jahre kam beispielsweise mit der Trolix-Box erste Kunststoffgehäuse auf. Diese waren aber noch sehr bruchempfindlich, erst mit den Thermoplasten der 1950er Jahre stand ein brauchbares Material zur Verfügung. So konnte man die Clack bereits recht kompakt halten. Weitere Fortschritte erlaubten dann komplexere Formen und gestatteten es damit, die Aluminium-Gehäuse abzulösen.

## Kamera

### Grundkonstruktion

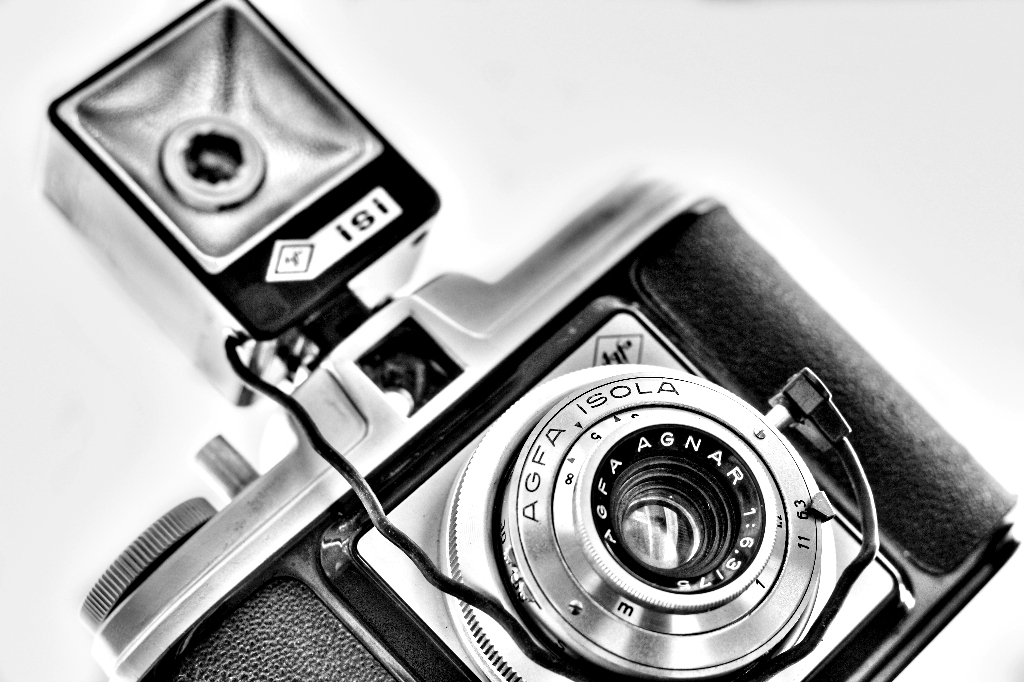
Agfa Isola mit Blitz Isi

Das Gehäuse der Isola war komplett aus Kunststoff gefertigt, sieht man von der aufklappbaren Rückwand aus Metall ab, die sogar eine Filmandruckplatte aufwies. Der Rollfilm erlaubte es, ohne ein mechanisches Bildzählwerk auszukommen, hierzu gab es einfach ein Fenster in der Rückwand, welches die auf dem Papier des Films aufgedruckte Bildnummer zeigte. Am Transportrad oben auf der Kamera musste solange gedreht werden, bis die nächste Zahl im Fenster erschien. Eine Aussparung in der Mitte der Andruckplatte ermöglichte es dabei, auf die Zahl zu schauen. Selbst das einfache Modell besaß eine Doppelbelichtungssperre. Beide Kameras konnten mit dem Isi-Blitz als k-Type, also mit Kabel betrieben werden, der in den Zubehörschuh gesteckt und dann per Synchronkabel mit dem Verschluss verbunden wurde. Er war für die Blitzlämpchen XM 1, PF 1 oder AG 1 gedacht.
Die Isola gehörte zu den Springtubus-Kameras, ihr Objektiv wurde also zum Fotografieren herausgezogen. Dazu musste man den Tubus entriegeln, indem man den gerändelten Verschlussring in Kamerablickrichtung nach rechts drehte, anschließend ließ er sich ausziehen, wobei er in seiner Endstellung einrastete.

### Isola(späterIsola II)
Zunächst gab es nur das Modell Isola für 39,50 DM, welches mit Erscheinen der einfacheren Version in Isola II umbenannt worden ist. Es besaß das dreilinsige Objektiv Agnar f/6,3 mit 75 mm Brennweite, welches auf f/11 umgestellt werden konnte. Dazu befand sich in Kamerablickrichtung links unten am Objektiv ein Hebel mit den Positionen 6,3 und 11. Es handelte sich um eine einschwenkbare Lochblende, weswegen die Bedienungsanleitung dazu aufrief, keine Zwischenstellung zu verwenden. Rechts oben konnte mit einem Schieber die Belichtungszeiten B, 1⁄30 s und 1⁄100 s am Zentralverschluss vom Typ Singlo 2 eingestellt werden.
Die Entfernung konnte ab 1 m eingestellt werden, wobei es keine Schärfentiefen-Skala gab. Zwei Markierungen sollten aber die Bedienung erleichtern, ein Pfeil zwischen 3 m und 5 m und ein weiterer Pfeil zwischen 5 m und der Unendlich-Stellung. Der Bedienungsanleitung konnte man entnehmen, dass bei f/11 die Einstellung auf den ersten Pfeil einen Schärfenbereich von 2,3 m bis 6,8 m ergibt und auf den zweiten Pfeil von 4,15 m bis Unendlich. 

### Isola I

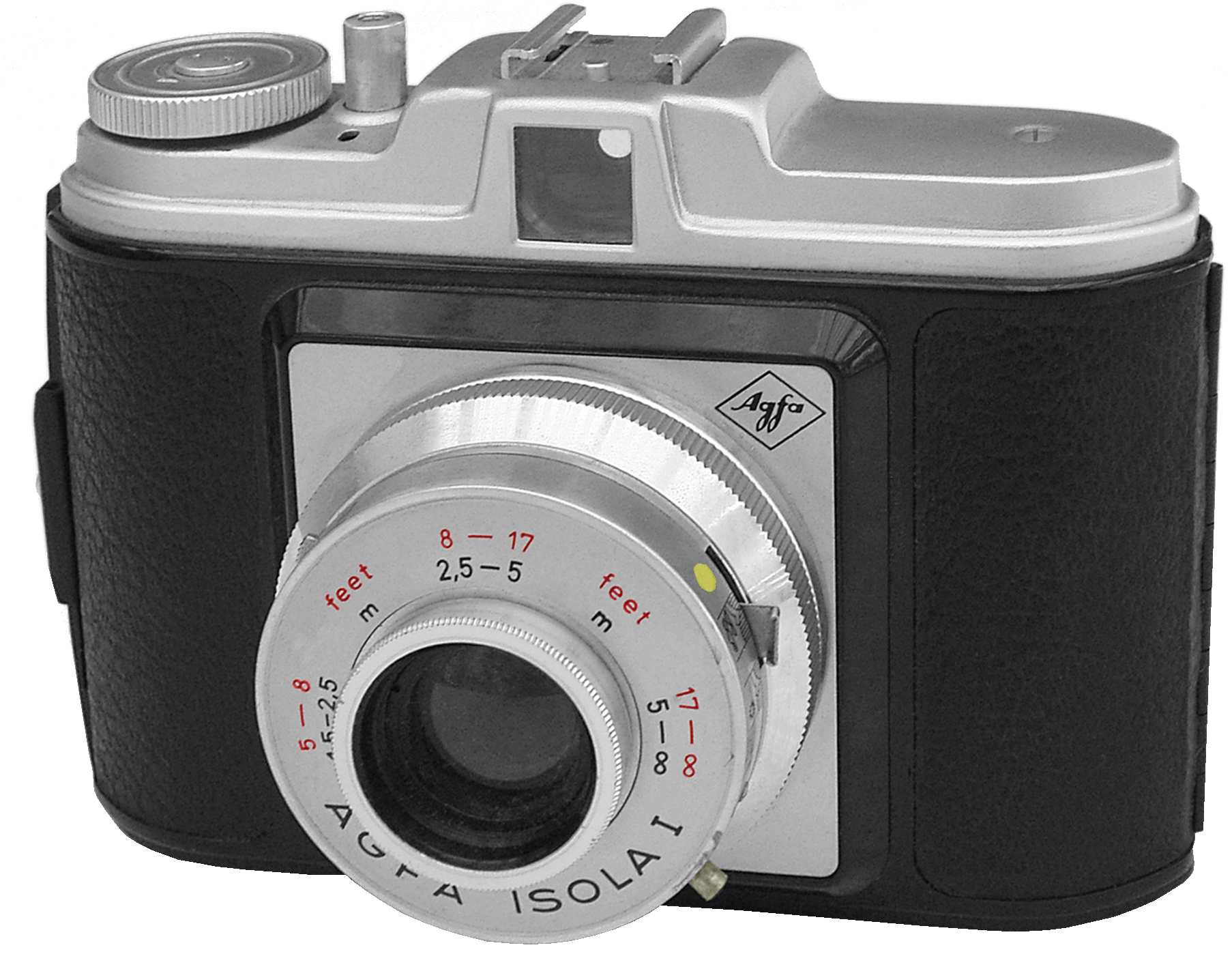
Agfa Isola mit eingeschobenen Tubus

Die Isola I erschien ein Jahr später als Einfachmodell für 27 DM. Entsprechend wies sie nur ein Meniskus-Objektiv f/11 auf, seine Brennweite betrug 72,5 mm. Da die Gehäuse von Isola I und Isola II identisch waren, um keine neue Spritzgußform anfertigen zu müssen, gab es keine gewölbte Filmbühne, um der Abbildung des einlinsigen Objektivs entgegenzukommen. Dies hatte eine eingeschränkte Bildqualität zufolge, die für kaum mehr als Kontaktkopien ausreichte. Das Objektiv konnte auf f/16 abgeblendet werden, zudem gab es einen einschwenkbaren Gelbfilter. Dazu existierte oben auf dem Objektiv ein Hebel, dessen Positionen mit den Symbolen für Sonnenschein, bedeckten Himmel und Filter gekennzeichnet waren. Wie bei der Isola II gab es dazu den Hinweis: Bitte keine Zwischeneinstellungen verwenden!. Auch der Verschluss war von einfachster Bauart, so dass der Verschlusszeitenhebel in Kamerablickrichtung seitlich rechts nur die beiden Stellungen B und M für Langzeitbelichtung und Momentanbelichtung besaß, letzteres bedeutete eine Belichtungszeit von 1⁄35 s, wobei Agfa von einer Circa-Angabe sprach.
Für die Entfernungseinstellung gab es drei Bereiche, die am Tubus beschriftet waren mit 1,5 m bis 2,5 m; 2,5 m bis 5 m; 5 m bis Unendlich. Das Objektiv rastete in diesen Stellungen ein, wobei Zwischenstellungen zulässig waren.
Mit ihren Eigenschaften konnte man die Isola I mit der Balda Baldixette I oder der Dacora Digna vergleichen.